# Jesper Christensen
Jesper Christensen (Copenaghen, 16 maggio 1948) è un attore danese.

## Biografia
Sposato con l'attrice Tove Bornhøft, nella prima parte della carriera si dedicò esclusivamente al teatro, collaborando in seguito con registi cinematografici, interpretando vari personaggi principalmente in film di produzione polacca. Ha interpretato il ruolo di Mr. White in Casino Royale, Quantum of Solace e Spectre, pellicole della serie di James Bond. Ha anche lavorato negli Stati Uniti, in film come The Interpreter. Nel 2012 ha partecipato al film Dom över död man.

## Filmografia

### Cinema
- Strømer, regia di Anders Refn (1976)
- Pas på ryggen, professor!, regia di Jens Okking (1977)
- Hærværk, regia di Ole Roos (1977)
- Vinterborn (Vinterbørn), regia di Astrid Henning-Jensen (1978)
- Hør, var der ikke en som lo?, regia di Henning Carlsen (1978)
- Vil du se min smukke navle?, regia di Søren Kragh-Jacobsen (1978)
- Hvem myrder hvem?, regia di Li Vilstrup (1978)
- Charly & Steffen, regia di Henning Kristiansen (1979)
- Verden er fuld af børn, regia di Aase Schmidt (1980)
- Undskyld vi er her, regia di Hans Kristensen (1980)
- Har du set Alice?, regia di Brita Wielopolska (1981)
- Forræderne, regia di Ole Roos (1983)
- Hip hip hurra!, regia di Kjell Grede (1987)
- Skyggen af Emma, regia di Søren Kragh-Jacobsen (1988)
- Retfærdighedens rytter, regia di Jesper W. Nielsen (1989)
- Dagens Donna, regia di Stefan Henszelman (1990)
- God afton, Herr Wallenberg, regia di Kjell Grede (1990)
- Sofie, regia di Liv Ullmann (1992)
- Den russiske sangerinde, regia di Morten Arnfred (1993)
- Min fynske barndom, regia di Erik Clausen (1994)
- Vita lögner, regia di Mats Arehn (1995)
- Sommaren, regia di Kristian Petri (1995)
- Guardami volare (Tøsepiger), regia di Vibeke Gad (1996)
- Hamsun, regia di Jan Troell (1996)
- Den vita lejoninnan, regia di Per Berglund (1996)
- Sekten, regia di Susanne Bier (1997)
- Barbara, regia di Nils Malmros (1997)
- Albert, regia di Jørn Faurschou (1998)
- Il mondo di Sophie (Sofies verden), regia di Erik Gustavson (1999)
- I Kina spiser de hunde, regia di Lasse Spang Olsen (1999)
- La panchina (Bænken), regia di Per Fly (2000)
- Anna, regia di Erik Wedersøe (2000)
- Italiano per principianti (Italiensk for begyndere), regia di Lone Scherfig (2000)
- Grev Axel, regia di Søren Fauli (2001)
- Terror i Rock 'n' Roll Önsjön, regia di Henrik Myrdhen (2001)
- At klappe med een hånd, regia di Gert Fredholm (2001)
- Det største i verden, regia di Thomas Robsahm (2001)
- Minor Mishaps (Små ulykker), regia di Annette K. Olesen (2002)
- Okay, regia di Jesper W. Nielsen (2002)
- L'eredità (Arven), regia di Per Fly (2003)
- Baby, regia di Linda Wendel (2003)
- L'estate di George (Møgunger), regia di Giacomo Campeotto (2003)
- Kommer du med mig då, regia di Kjell Grede (2003)
- The Interpreter, regia di Sydney Pollack (2005)
- Gli innocenti (Drabet), regia di Per Fly (2005)
- Shaking Dream Land, regia di Martina Nagel (2006)
- Rene hjerter, regia di Kenneth Kainz (2006)
- Casino Royale, regia di Martin Campbell (2006)
- L'ombra del nemico (Flammen & Citronen), regia di Ole Christian Madsen (2008)
- One Shot, regia di Linda Wendel (2008)
- Maria Larssons eviga ögonblick, regia di Jan Troell (2008)
- Quantum of Solace, regia di Marc Forster (2008)
- Storm, regia di Hans-Christian Schmid (2009)
- The Young Victoria, regia di Jean-Marc Vallée (2009)
- Original, regia di Alexander Brøndsted e Antonio Tublen (2009)
- This Is Love, regia di Matthias Glasner (2009)
- En familie, regia di Pernille Fischer Christensen (2010)
- Il debito (The Debt), regia di John Madden (2010)
- Tony Venganza, regia di Shaky González (2010)
- Melancholia, regia di Lars von Trier (2011)
- Julie, regia di Linda Wendel (2011)
- Dom över död man, regia di Jan Troell (2012)
- Spies & Glistrup, regia di Christoffer Boe (2013)
- Schwestern, regia di Anne Wild (2013)
- Nymphomaniac, regia di Lars von Trier (2013)
- Ich und Kaminski, regia di Wolfgang Becker (2015)
- Spectre, regia di Sam Mendes (2015)
- La scelta del re (Kongens nei), regia di Erik Poppe (2016)
- Robin, regia di Antonio Tublen (2017)
- Før frosten, regia di Michael Noer (2018)
- De forbandede år, regia di Anders Refn (2020)
- Lille sommerfugl, regia di Søren Kragh-Jacobsen (2020)
- Stenofonen, regia di Nicolaj Kopernikus (2021)
- De forbandede år 2, regia di Anders Refn (2022)
- Plus que jamais, regia di Emily Atef (2022)
- Munch, regia di Henrik Martin Dahlsbakken (2023)
- Affeksjonsverdi, regia di Joachim Trier (2025)

## Doppiatori italiani
- Stefano De Sando in Gli innocenti, Quantum of Solace, Spectre
- Oreste Rizzini in The Interpreter, Casino Royale
- Luca Biagini in The Young Victoria, Il debito
- Oliviero Dinelli in Melancholia
- Michele Kalamera in Nymphomaniac
- Sergio Di Giulio ne L'ombra del nemico
- Wladimiro Grana in L'estate di George

## Riconoscimenti
- 2009 - Guldbagge
  - Miglior attore non protagonista per Maria Larssons eviga ögonblick